# Yangxi (köpinghuvudort i Kina, Jiangxi Sheng, lat 27,30, long 114,21)
Yangxi är en köpinghuvudort i Kina. Den ligger i provinsen Jiangxi, i den sydöstra delen av landet, omkring 220 kilometer sydväst om provinshuvudstaden Nanchang. Antalet invånare är 16 413. Befolkningen består av 8 031 kvinnor och 8 382 män. Barn under 15 år utgör 18,0 %, vuxna 15-64 år 71 %, och äldre över 65 år 10,0 %.
Runt Yangxi är det ganska tätbefolkat, med 192 invånare per kvadratkilometer. Närmaste större samhälle är Xiangxing, 18,7 km söder om Yangxi. I omgivningarna runt Yangxi växer i huvudsak blandskog.
Genomsnittlig årsnederbörd är 2 072 millimeter. Den regnigaste månaden är maj, med i genomsnitt 322 mm nederbörd, och den torraste är oktober, med 28 mm nederbörd.